# گروه ریموند
گروه ریموند (انگلیسی: Raymond Group) شرکت خوشه‌ای هندی است، که در سال ۱۹۲۵ تأسیس شد.